# Mark Brandenburg
De mark Brandenburg of het markgraafschap Brandenburg was een markgraafschap en keurvorstendom (Keur-Brandenburg, Keur-Mark) in het oosten van het Heilige Roomse Rijk. Al verheven tot keurvorsten kwamen de heersers van Brandenburg in 1618 in het bezit van het hertogdom Pruisen. Na de verheffing van Pruisen tot koninkrijk in 1701 werd Brandenburg meestal als deel van Pruisen beschouwd, hoewel het formeel tot 1806 als zelfstandige staat bleef voortbestaan.

## Geografie
Het gebied van het markgraafschap ligt in het oosten van het tegenwoordige Duitsland en het westen van Polen. Geografisch omvat het de gebieden van de Duitse deelstaten Brandenburg, Berlijn, de streek Altmark van Saksen-Anhalt en de Neumark, die nu verdeeld is tussen de woiwodschappen Lubusz en West-Pommeren. Delen van de huidige deelstaat Brandenburg zoals Neder-Lausitz en de gebieden die tot 1815 onderdeel uitmaakten van het Koninkrijk Saksen hoorden niet bij het gebied van de mark. Het huidige Land Brandenburg en de voormalige Mark Brandenburg vallen dus niet samen.
Het gebied werd gevormd tijdens de laatste ijstijd en was een streek van morenes, ijsvalleien en vele meren. De mark werd afgebakend door twee depressies en heuvelruggen. De depressies werden afgescheiden door rivieren en meren, moerassen en veengronden aan de kust. Deze gronden werden gebruikt om turf te winnen, zijn nu ontgonnen en droog.
De noordelijke landrug of de Baltische landrug van het Mecklenburgse Merenplateau strekte zich amper over Brandenburg. De circa 230 kilometer lange heuvelrug in het zuiden van de mark begint in het Lausitzer Bergland bij Żary en loopt door langs Trzebiel en Spremberg, dan noordwestwaarts langs Calau en het eindigde in de barre en droge Fläming-stuwwal. De zuidelijke depressie ligt ten noorden van de heuvelrug die door het Spreewald tussen Baruth en Plaue an der Havel loopt. De noordelijke depressie ligt ten zuiden van de Baltische heuvelrug en wordt afgebakend door de laaglanden van de rivieren de Noteć en Warta, het Oderbruch, het bekken van de Finow, de moerassen van het Havelland en de rivier de Oder.

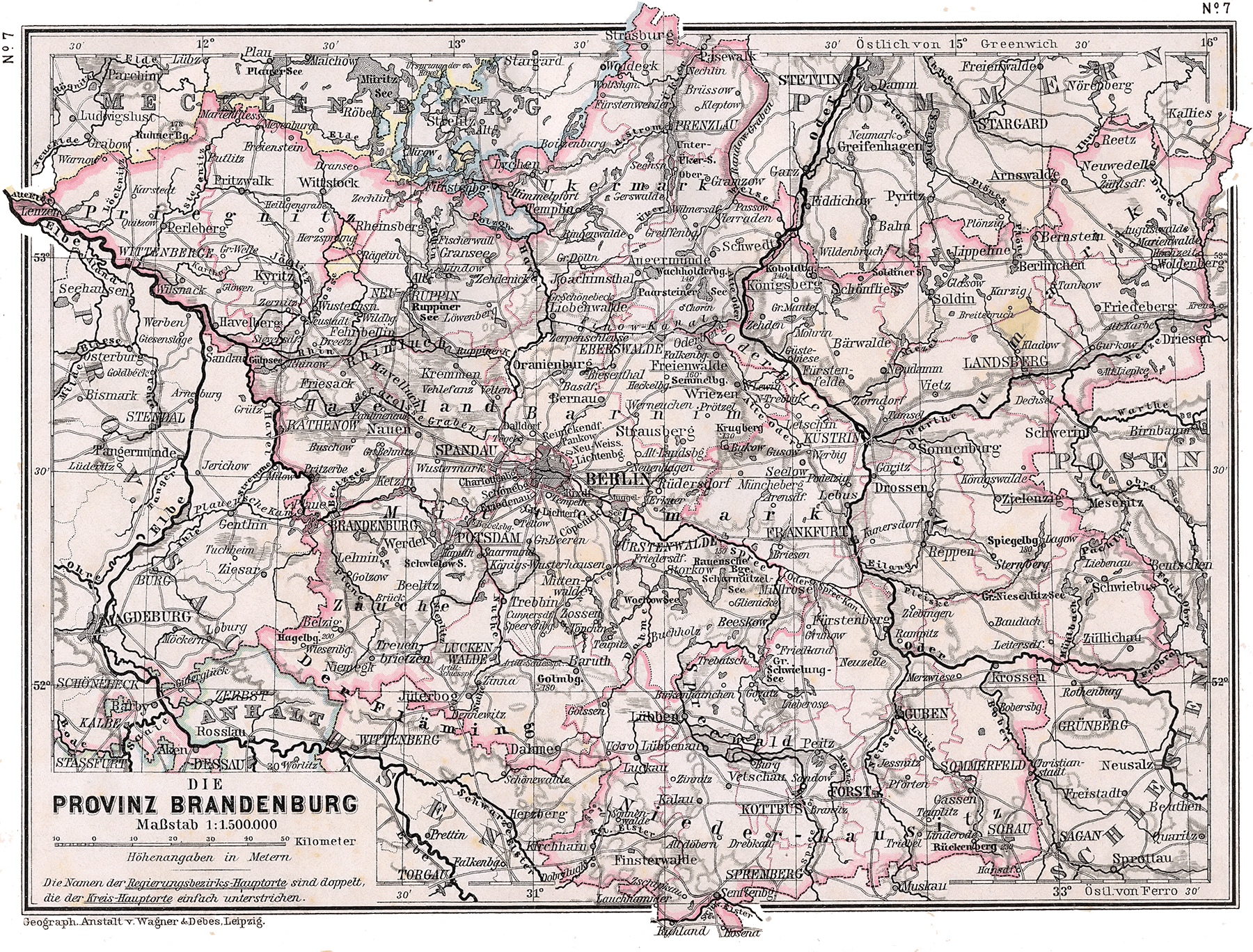
Provincie Brandenburg, circa 1905.

Tussen de twee depressies is een laag plateau dat uitstrekt van Poznań ten oosten van Brandenburg door Torzym (Sternberg) in de Neumark het Spreeplateau en de Mittelmark. Van het zuidoosten tot het noordwesten is het plateau door het laagland van de rivieren de Leniwa Obra en de Oder, de stroomgebieden van de Lausitzer Neisse, de benedenloop van de Spree en de Havelvallei. Tussen deze valleien zijn een aantal hooglanden en plateaus rond de steden Barnim, de Teltow, de Semmelberg bij Bad Freienwalde (157 m), de Müggelberg bij Kopernick (115 m), de Havelberg (97 m) en de Rauenheuvels bij Fürstenwalde (112 tot 152 m).
De bodem van het gebied bestaat voornamelijk uit droge zanderige grond, grote gebieden waar dennenbonen en erica groeit. In de hooglanden en de plateaus is de bodem lemig die grond kan goed gebruikt worden voor landbouw.

Mark Brandenburg had een koel landklimaat met temperaturen rond 0 °C in januari en februari en rond 18 °C in juli en augustus. Er valt tussen 500 mm en 600 mm neerslag per jaar, waarvan het meeste in de zomer valt.

## Geschiedenis

### Ontstaan van de mark

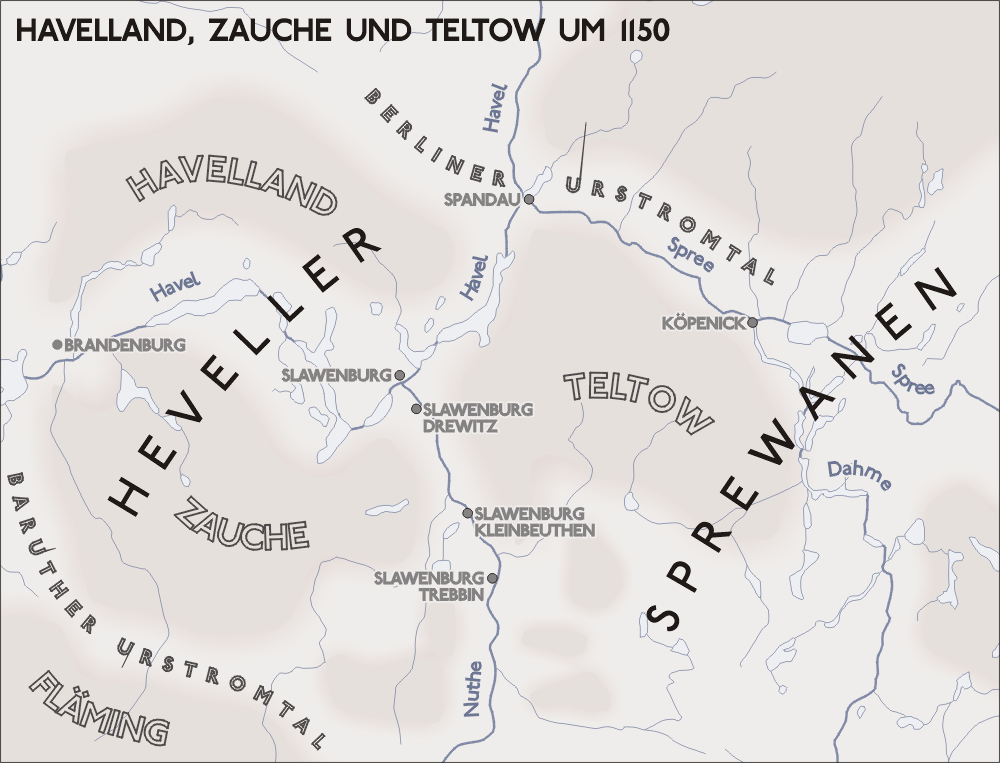
Brandenburg, ca. 1150.

De oorspronkelijke bewoners van Brandenburg, Germaanse stammen als de Sueben en de Longobarden, maakten in de tijd van de volksverhuizingen plaats voor Saksen, die in het noordwesten van Brandenburg woonden, en Slavische stammen zoals de Sprewanen en de Havelli. De Slaven trouwden met de Saksen en de Bohemers. Na de Saksenoorlogen werd het gebied in het Karolingische Rijk opgenomen en kreeg het onder Karel de Grote de naam Noordmark, in 1304 vermeld als de Altmark. Het moest het stamhertogdom Saksen beschermen tegen de Slaven. Hierom werd markgraafschap Noord-Saksen opgericht. Ook de bisdommen Brandenburg en Havelberg werden in 945 en 949 na de kerstening van de Slaven voor dit doel opgericht. De twee bisdommen waren onderdeel van het prinsbisdom Mainz.
Koning Hendrik de Vogelaar veroverde het gebied en de stad Branibor (Brandenburg an der Havel) in 928-929. Door zijn zoon, Keizer Otto I de Grote, ontwikkelde het gebied zich in 936 onder leiding van markgraaf Gero tot een nieuwe Noordmark, meer noordoostwaarts gelegen dan de eerdere Noordmark, later Altmark geheten. Dat het gebied meer noordoostwaarts was gelegen, kwam door de eerste fase van de Duitse Ostsiedlung. Na de dood van markgraaf Gero werd de Noordmark van de rest van Saksen gescheiden. Noordmark en de bisdommen gingen verloren door een opstand van de Slavische Wenden in 983. Tot de ondergang van het bondgenootschap tussen de Wenden en de Lausitzers in het midden van de 11e eeuw bleef het gebied onafhankelijk van het Heilige Roomse Rijk. De opbouw van het bestuur van het Heilige Roomse Rijk kwam in het noordoosten, ondanks het opzetten van bisdommen en marken, voor 150 jaar tot stilstand.
Prins Pribislav van Havelland heerste vanaf 1127 over het slot Brenna (Brandenburg an der Havel). Tijdens zijn heerschappij werden nauwe banden met de Duitse adel en het Heilige Roomse Rijk onderhouden. De hoofdstad werd verplaatst naar Spandau. De oostgrens tussen de Havelli en de Sprewanen werd erkend als de Havel-Nuthegrens. Prins Jaxa van Köpenick van de Sprewanen leefde in Köpenick ten oosten van deze grens.

### Onder de Ascaniërs

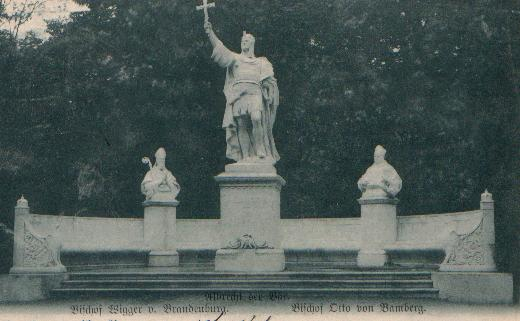
standbeeld van Albrecht van Brandenburg op de Siegesallee, geflankeerd door bisschop Wigger van Brandenburg and bisschop Otto van Bamberg.

Tijdens de tweede fase van de Ostsiedlung kreeg Albrecht de Beer, uit het Huis der Ascaniërs, de Noordmark in leen. Hij breidde met zijn oostwaartse politiek het gebied uit waarbij hij delen van de Prignitz en het Havelland verwierf. Vanaf 1123-5 haalde hij banden aan met Pribislav. Zijn zoon Otto kreeg de regio Zauche als doopcadeau. In 1134 werd Albrecht door keizer Lotharius III als markgraaf van de Noordmark aangewezen. Hij noemde zich, nadat hij zijn residentie naar Brandenburg had verplaatst, als eerste 'markgraaf van Brandenburg'. Pribislav werd tot koning verheven, maar dit werd later teruggedraaid. In hetzelfde jaar zorgde Albrecht voor de opvolging door de inboedel van de kinderloze Pribislav in te nemen. Na de dood van Pribislav in 1150 ontving Albrecht in 1150 het hof van het Havellandse Brenna. De Ascaniers begonnen met de bouw van het kasteel van Spandau.
In tegenstelling met hun leiders die het christendom aannamen, aanbad het gewone volk uit het Havelland de Slavische goden en ze waren tegen het aantreden van Albert. Jaxa van Köpenick, een mogelijk familielid van Pribislav, maakte ook aanspraak op Brandenburg. Dit deed hij door middel van geweld en met Poolse hulp nam hij het Havelland in bezit. Ouder historisch onderzoek dateerde deze verovering in 1153, maar er zijn geen zekere bronnen voor deze datum. Moderne historici, zoals Lutz Partenheimer, dateren deze gebeurtenis in de lente van 1157, omdat het volgens hem anders onwaarschijnlijk zou zijn dat Albert vier jaar niet op de handelingen van Jaxa zou reageren.
Na een bloedige overwinning op 11 juni 1157 kreeg Albert de mogelijkheid Brandenburg terug te veroveren. Hij wist Jaxa uit het gebied te verjagen en een nieuwe heerlijkheid te creëren. Albert liet zich betitelen als markgraaf van Brandenburg. (Adelbertus Die gratia marchio in Brandenborch) en zo ontstond op 3 oktober 1157 het nieuwe markgraafschap Brandenburg.

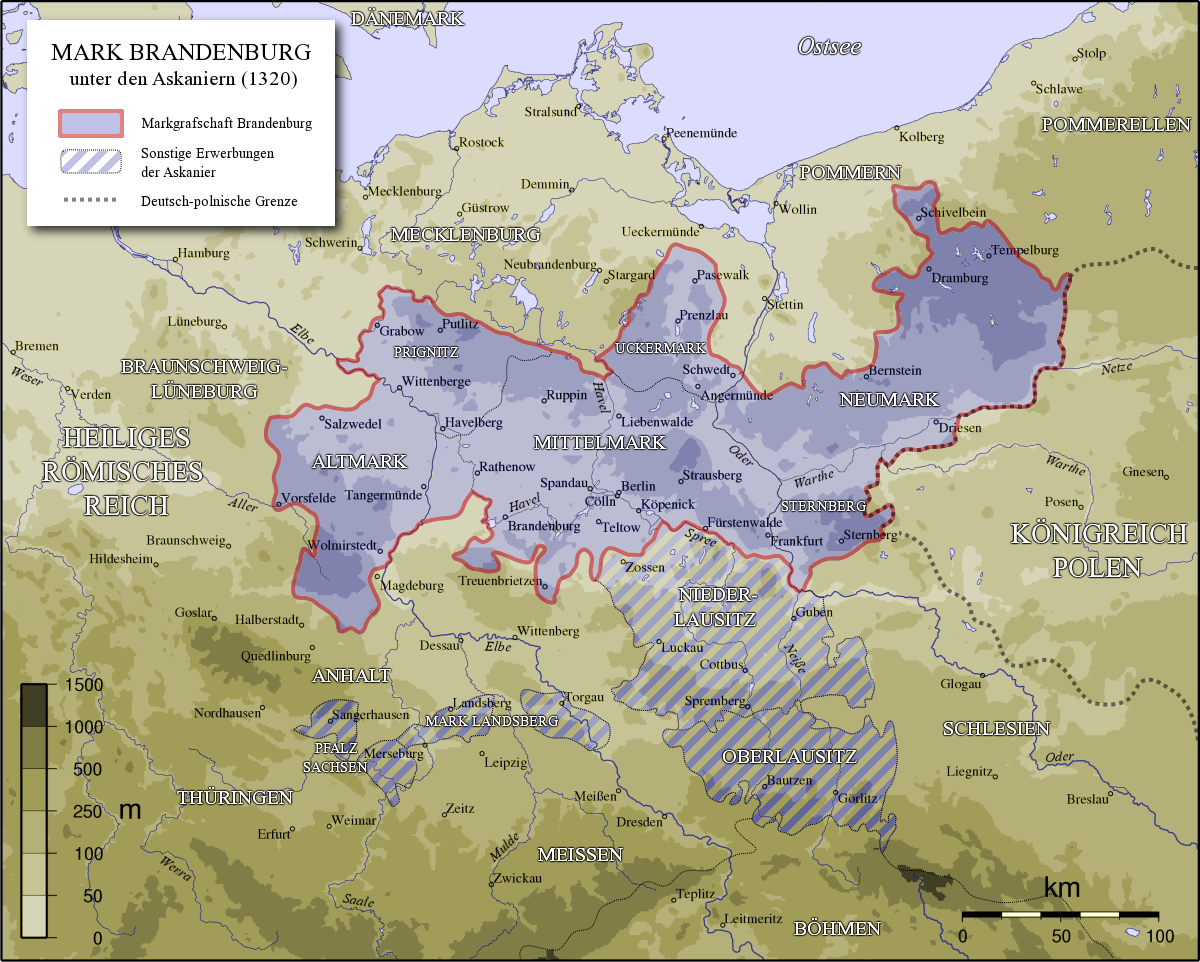
Brandenburg tot het uitsterven van de Ascaniërs in 1320.

In de volgende 150 jaar verwierven de Ascaniers de Uckermark, de regio’s Teltow en Barnim ten oosten van de Havel en de Nuthe en ze breidden het gebied van de mark uit naar de rivier de Oder. Met het bemachtigen van de Neumark (‘’Nieuwe mark”) ten oosten van de Oder werden de Lebus en de Lausitz verkregen door aankoop van land, huwelijk en steun aan de Poolse Piasten.
Door de zanderige ondergrond van grote delen van Brandenburg die slecht was voor landbouw, werd het gebied bekend als “de zandbak van het Heilige Roomse Rijk”. Albrecht liet het gebied door Westfaalse en Frankische immigranten uit de Altmark, Fläming, de Harz en het Rijnland immigranten het gebied koloniseren. Na de innamen van gebied langs de Elbe en de Havel in 1160 kwamen Nederlanders en Vlamingen naar Brandenburg omdat ze kennis hadden om dijken te bouwen. De verdediging van Brandenburg lieten de Ascaniers over aan ridders die in dorpen werden geplaatst en kastelen stonden in de grensregio van de Neumark. Na de afname keizerlijke macht in de 14e eeuw, begonnen de ridders kastelen te bouwen in het hele graafschap waarmee ze hun onafhankelijkheid zeker stelden.
Tijdens het bewind van de Ascaniers ontstonden steden als Köpenick, Spandau, Cölln, Berlijn en Frankrurt an der Oder en werd de Slavische bevolking talig en cultureel geassimileerd.
Na de dood van Albrecht in 1170 werd hij opgevolgd door zijn zoon Otto I van Brandenburg. De Ascaniers hadden een politiek van het uitbreiden van het gebied naar het oosten en het noordoosten met het doel om door Pommeren de Oostzee te bereiken Deze politiek bracht ze in conflict met de koning van Denemarken. Na de Slag bij Bornhöved in 1227 gaf Otto zijn claim op Pommeren op, maar hij kreeg het van Keizer Frederik II in 1231 als vazal in leen. Het midden van de 13e eeuw was een periode van belangrijke ontwikkelingen voor het Ascanische huis. Ze verworven de stad Stettin en de Uckermark in 1250. Dit gebied ging later verloren aan het Hertogdom Pommeren. Hendrik de Jonge van Brandenburg was de laatste Ascanische graaf die stierf in 1320 en hiermee stierf de dynastie uit.

### Onder de Wittelsbachers

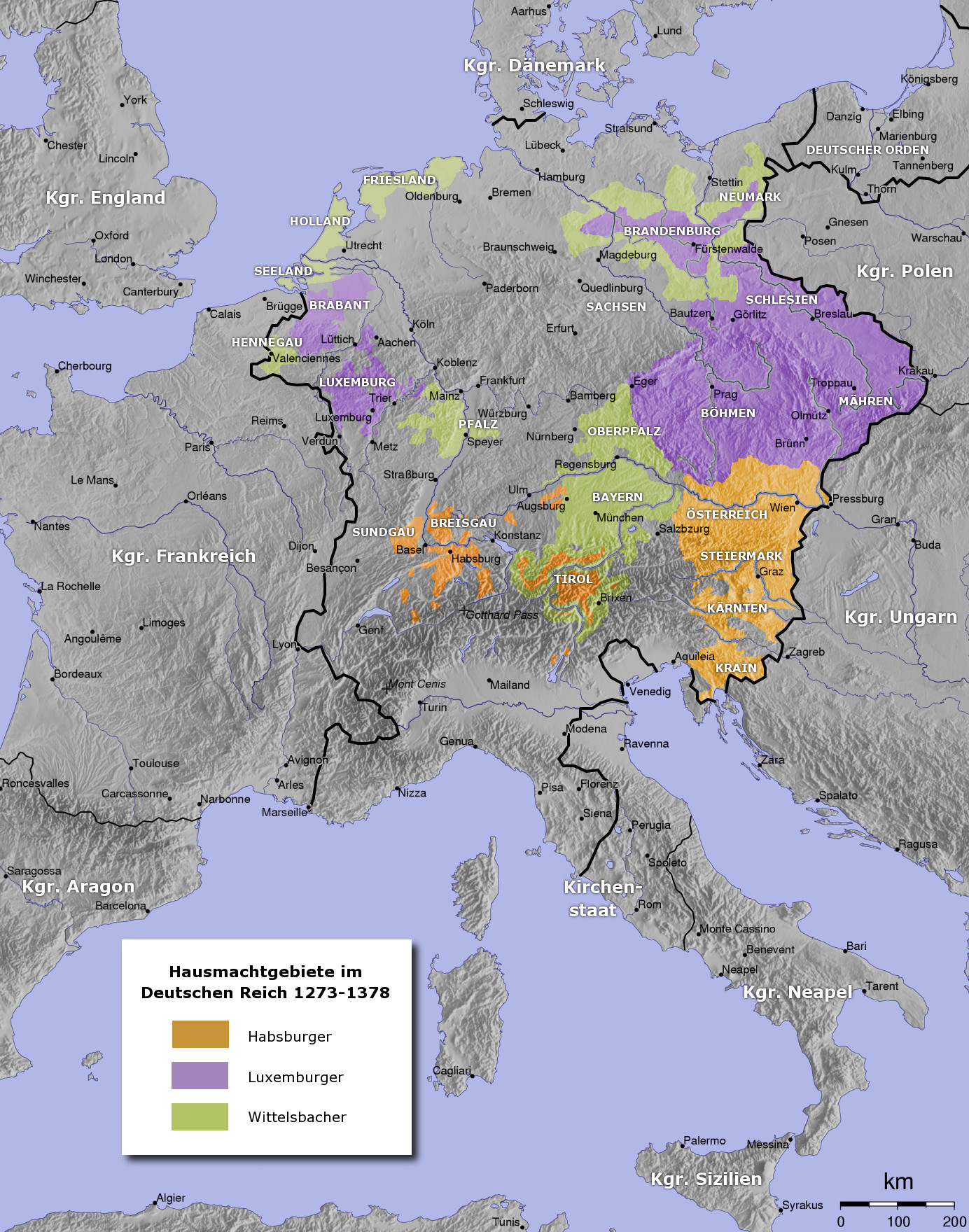
Het Heilige Roomse Rijk van 1273 tot 1378.
Gebieden van Habsburg
Gebieden van Luxemburg
Gebieden van Wittelsbach

Na het uitsterven van de Brandenburgse Ascaniërs in 1320 beleende keizer Lodewijk de Beier, uit het Huis Wittelsbach, zijn zoon Lodewijk de Brandenburger met het markgraafschap. Lodewijk de Beier versloeg de Habsburgers (de "Brandenburger") in 1323. Het gevolg van de moord op provoost Nikolaus von Bernau in 1325 was dat Brandenburg gestraft werd met het pauselijke interdict. Vanaf 1328 voerde Lodewijk een oorlog tegen Pommeren, dat in zijn ogen een opstandige vazal was, en deze oorlog (onderdeel van het langlopende Brandenburgs-Pommers conflict) eindigde in 1333. Markgraaf Lodewijk I werd niet erkend door de lokale Brandenburgse adel. Na de dood van keizer Lodewijk IV in 1347 werd het markgraafschap geconfronteerd met de Valse Waldemar, die zich voordeed als de afgezette markgraaf Waldemar van Brandenburg. De valse Waldemar werd erkend als markgraaf van Brandenburg op 2 oktober 1348 door keizer Karel IV uit het huis Luxemburg. Na een vredesovereenkomst tussen de Luxemburgers en de Wittelsbachers in Eltville werd de valse Waldemar uit zijn ambt gezet omdat hij de keizer bedrogen had. In 1351 gaf Lodewijk het markgraafschap aan zijn jongere halfbroers Lodewijk II (de "Romein") en Otto V in ruil voor de alleenheerschappij over Opper-Beieren.
Lodewijk eiste dat de valse Waldemar zijn rechten op Brandenburg opgaf. Hij wist Brandenburg door geweld en intrige te verwerven en de valse Waldemar te verjagen. De markgraaf van Brandenburg werd door de Gouden Bul van 1356 bevestigd in de sinds 1257 bestaande status van keurvorst. Het graafschap werd een "keurvorstendom" (Kurfürstentum) van het Heilige Roomse Rijk. De markgraaf van Brandenburg had de titel van "Aarts-Kamerheer van het Rijk". Na de dood van Lodewijk in 1365 nam Otto V van Beieren de  heerschappij in Brandenburg over. Hij verwaarloosde de mark en verkocht Neder-Lausitz, dat hij aan het Huis Wettin beloofd had, echter in 1367 schonk hij dit gebied aan keizer Karel IV. Een jaar later verloor hij de stad Deutsch Krone aan koning Casimir III van Polen.

### Onder de Luxemburgers
Sinds het midden van de 14e eeuw deed keizer Karel IV meerdere pogingen om Brandenburg voor de Luxemburgers te verwerven. Controle over de stem van het keurvorstendom zou de uitverkiezing van de Luxemburgers bij de volgende koninklijke verkiezing verzekeren, omdat zij de stem van het keurvorstendom Bohemen al hadden. In 1373 verkreeg Karel IV het keurvorstendom van markgraaf Otto nadat hij hem 50.000 guldens had betaald. Op de Landdag in Guben verenigde Karel Brandenburg met de Lausitz onder de Boheemse kroon. Hierna stond hij het af aan zijn zoon Wenceslaus van Luxemburg. De Luxemburgers kozen, volgens het "Brandenburger Landbuch" een bron voor middeleeuwse nederzettingen in Brandenburg uit die tijd, het slot Tangermünde als hun residentie. De broer en opvolger van Wenceslaus, Keizer Sigismund verpandde het in 1388 aan Jobst van Moravië.
Onder het bestuur van Jobst van Moravië nam de macht van Brandenburg af. De Neumark werd verpand aan de ridders van de Duitse Orde, die weinig aandacht hadden voor deze regio. Brandenburg viel onder het bestuur van de lokale adel, omdat het centrale gezag van de Wittelsbachers en de Luxemburgers afnam.

### Onder de Hohenzollern

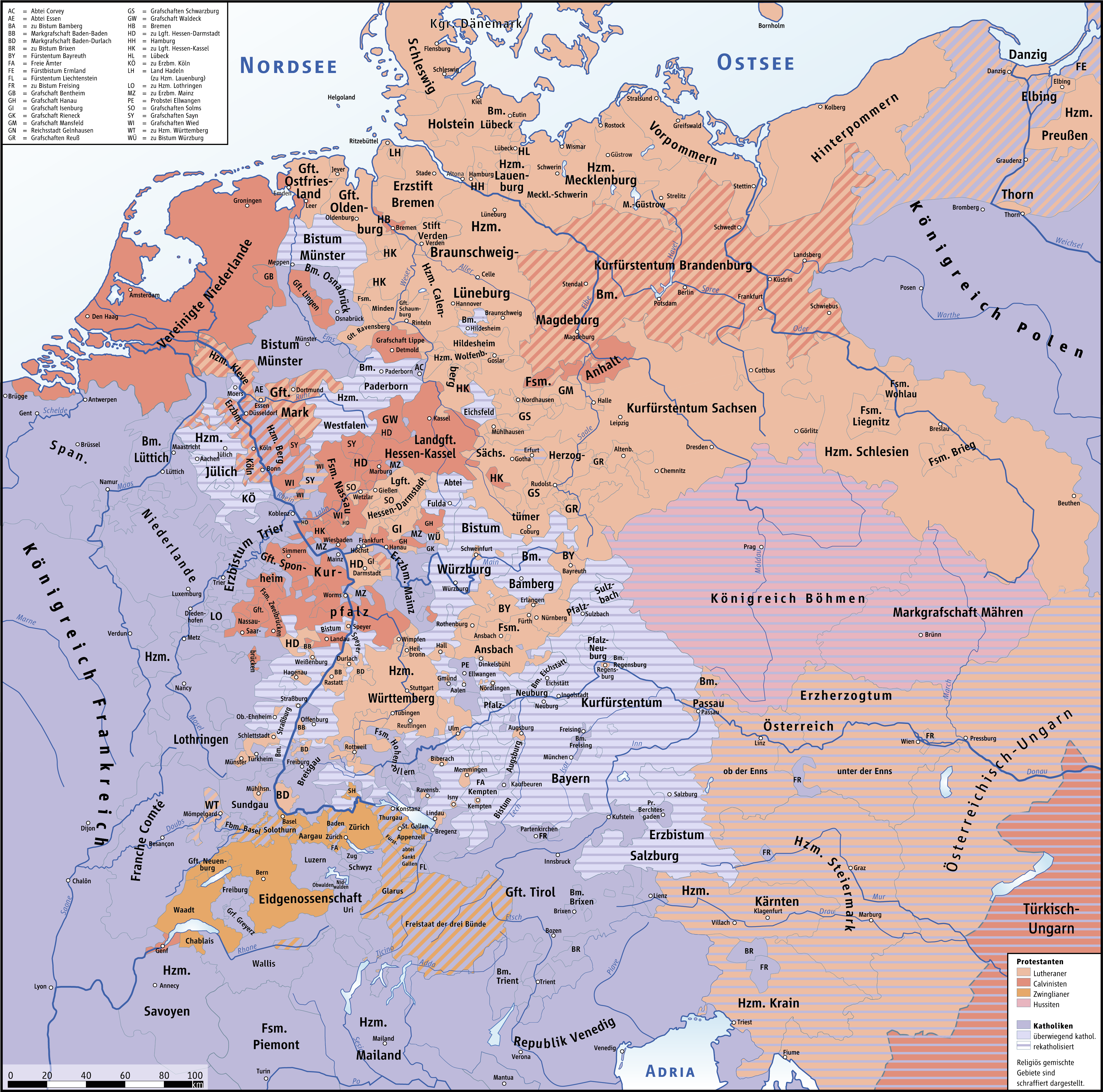
Midden-Europese gezindten in 1618, aan vooravond van de Dertigjarige Oorlog:
luthers
calvinistisch
zwingliaans
hussitisch
rooms-katholiek
Religieus gemengde gebieden zijn gearceerd.
Blauw doorstreepte gebieden zijn tijdens de reformatieoorlogen geherkatholiseerd.

Als tegenprestatie voor de steun aan Sigismund bij de keizersverkiezing in 1410 te Frankfurt werd burggraaf Frederik VI van Neurenburg uit het huis Hohenzollern tot erfelijk stadhouder benoemd. De rebellerende Junkers, waaronder de Von Quitzov, waren tegen zijn benoeming, maar Frederik wist met artillerie de Junkers te verslaan. Het gebied van sommige ridders werd geconfisqueerd en de ridders gaven op 20 maart 1414 hun verzet op en ze steunden Tangermünde. Op 18 april 1417 werd hij bij het Concilie van Konstanz officieel als markgraaf en keurvorst erkend en als zodanig heette hij Frederik I van Brandenburg. Hij werd ook tot aartskamerheer van het Heilige Roomse Rijk benoemd. Zijn zoon en opvolger Frederik II de IJzeren brak de macht van de steden en kreeg de Neumark, die Sigismund in 1402 aan de Duitse Orde had verkocht, weer in zijn bezit.
Frederik I maakte van Berlijn de residentie, waar hij niet zelf woonde, omdat hij zijn laatste dagen liever sleet in zijn Frankische bezittingen. Hij liet het bestuur van Brandenburg over aan zijn oudste zoon Johan de Alchemist. De volgende keurvorst Frederik II van Brandenburg droeg rechten van de centrale overheid naar de steden Berlijn en Cölln en hiermee gaf hij het voorbeeld aan andere steden in Brandenburg. Hij heroverde de Neumark van de Duitse Orde door het Verdrag van Colin en Mewe, waarna hij het gebied opnieuw opbouwde. Het lange conflict van Brandenburg met het Hertogdom Pommeren eindigde met de Verdragen van Prenzlau die werden getekend in 1448, 1472 en 1479.
Zijn broer en opvolger Albrecht III Achilles bepaalde met de Dispositio Achillea in 1473 de ondeelbaarheid van Brandenburg door de instelling van de primogenituur en splitste de Frankische vorstendommen Ansbach en Bayreuth van het keurvorstendom af.
Keurvorst Joachim II Hector van Brandenburg accepteerde de Reformatie in 1539. Sommige latere keurvorsten bekeerden zich tot het calvinisme, maar de bevolking bleef voornamelijk luthers. Bij de troonsbestijging van hertog Albrecht Frederik in 1568 werd Joachim mede beleend met Pruisen.
De Hohenzollern zochten naar manieren om vanuit een magere uitgangspositie het gebied uit te breiden en dit bracht hen in conflict met de omliggende landen. Joachim II zag zijn kans toen hertog Johan Willem van Kleef in 1609 kinderloos stierf. Zijn oudste nicht Anna van Pruisen-Gulik was getrouwd met de achterkleinzoon van Joachim, Johan Sigismund en verkreeg bij het Verdrag van Xanten na de Gulik-Kleefse Successieoorlog het hertogdom Kleef, de graafschappen Mark, Ravensberg en de heerlijkheid Ravenstein in de Westfalen en het Rijnland, zo'n 100 kilometer ten westen van Brandenburg.

#### Brandenburg-Pruisen

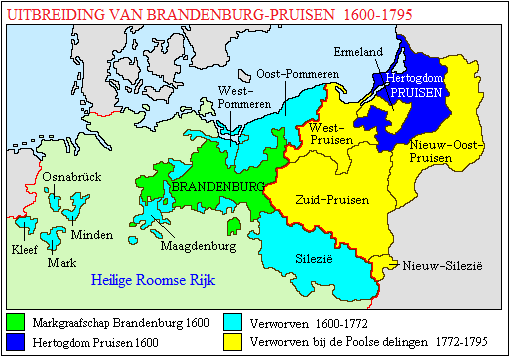
Groei van Brandenburg-Pruisen 1600-1795

Na de dood van hertog Albrecht Frederik van Pruisen in 1618 waren er geen mannelijke nakomelingen die het Hertogdom Pruisen konden erven. Albrecht Frederik had een dochter Anna, die getrouwd was met Johan Sigismund van Brandenburg. Zo verkreeg deze het hertogdom als leen van Polen. Hij regeerde over Brandenburg en Pruisen in een personele unie, later bekend als Brandenburg-Pruisen.
Het huwelijk van Anna van Pruisen met Johan Sigismund en de dood van Anna's oom en vader in 1618 zonder mannelijke nakomelingen, bleek de sleutel tot het verkrijgen van gebied in het Rijnland en de Baltische kuststreek. Pruisen lag buiten het Heilige Roomse Rijk, maar de keurvorsten van Brandenburg hielden het als een vazal van het Pools-Litouwse Gemenebest waaraan de keurvorsten geld betaalden.
Keurvorst George Willem (r. 1619-1640) raakte door conflicterende belangen verwikkeld in de Dertigjarige Oorlog (1618-1648), waarin Brandenburg grootschalige verwoestingen te verduren kreeg. Zijn zoon Frederik Willem (r. 1640-1688), bijgenaamd de Grote Keurvorst, wist het gebied bij de Vrede van Westfalen (1648) uit te breiden door het vergaren van Achter-Pommeren, de geseculariseerde bisdommen Kammin, Minden en Halberstadt en de voogdij over het aartsbisdom Maagdenburg. Frederik Willem centraliseerde het bestuur, voerde economische hervormingen door, beperkte de onder zijn voorgangers sterk gegroeide macht van adel en steden, bouwde een efficiënt en sterk leger op en werd de belangrijkste protestantse Duitse vorst. Hij maakte Brandenburg-Pruisen tot een grootmacht. De Hohenzollern bouwden de eerste eigen marine (Kurbrandenburgische Marine). Onder Frederik Willem begon Brandenburg zelfs met de opbouw van een bescheiden koloniaal imperium: het verwierf Brandenburgse Goudkust en Arguin in Afrika en het eiland Sint-Thomas in het Caribisch gebied. De keurvorst tekende de verdragen van Wehlau en Bromberg in 1657. De gebieden van Hohenzollern werden door het edict van Potsdam in 1685 door Frederik Willem opengesteld voor immigranten en hugenoten in het bijzonder; hiermee reageerde hij op de enkele weken eerder in Frankrijk gedane herroeping van het tolerantie-edict van Nantes, waardoor Franse protestanten opnieuw vervolging kregen te verduren.
In 1653 werd het verworven gebied van Pommeren onderdeel van de Provincie Pommeren bij het Verdrag van Stettin. Sinds het Verdrag van Oliva dat in 1660 een einde maakte aan de Tweede Noordse Oorlog was Pruisen volledig soeverein.

#### Koninkrijk Pruisen
In 1701 kreeg Frederik III, zoon van Frederik Willem, en regerend van 1688 tot 1713, na jarenlang onderhandelen met keizer Leopold I in ruil voor zijn steun aan Leopold tijdens de Spaanse Successieoorlog, het recht om de status van Pruisen van hertogdom tot koninkrijk te verheffen en het recht om de titel koning in Pruisen te voeren. Op 18 januari 1701 kroonde Frederik zichzelf als Frederik I, koning in Pruisen. Pruisen lag in tegenstelling tot Brandenburg buiten het Heilige Roomse Rijk en binnen het rijk mochten alleen de heerser van Bohemen en de Rooms-koning zichzelf koning noemen. De titel van koning had meer prestige dan die van keurvorst dus de heersers van Brandenburg-Pruisen presenteerden zich uiteraard liever als koning (formeel waren ze dat alleen in Pruisen) dan als keurvorst van Brandenburg. Het gebied van de Hohenzollern zou  al snel bekend komen te staan als het koninkrijk Pruisen. De machtsbasis lag echter niet in Pruisen, maar in Brandenburg. Wettelijk gezien bestuurden de Hohenzollern Brandenburg als een personele unie met Pruisen, maar de Hohenzollern bleven de titel van keurvorst van Brandenburg gebruiken zolang het keizerrijk bestond. Brandenburg bleef onderdeel van het Heilige Roomse Rijk, maar de macht van de keizer over het rijk stelde in die tijd niets meer voor, omdat de titel alleen nog nominaal gebruikt werd. Om deze reden werd Brandenburg eerder behandeld als de facto onderdeel van het koninkrijk Pruisen dan als een autonome eenheid. Na 1701 werd de Hohenzollernse eenheidsstaat kortweg "Pruisen" genoemd, al was niet het dunbevolkte Pruisen maar Brandenburg met verreweg de grootste bevolkingsconcentraties de kern van het rijk. Van een zelfstandige geschiedenis van Brandenburg was evenwel geen sprake meer.
Van 1701 tot 1946 liep de geschiedenis van Brandenburg gelijk met die van Pruisen, dat zich tijdens de 18e eeuw ontwikkelde tot een grootmacht in Europa. "Soldatenkoning" Frederik Willem I van Pruisen hervormde het Pruisische Leger, waar zijn zoon Frederik de Grote tijdens de Silezische oorlogen en de Poolse Delingen profijt van had. De feodale heerschappij van het markgraafschap Brandenburg eindigde met de ontbinding van het Heilige Roomse Rijk in 1806. Het markgraafschap werd vervangen door de provincie Brandenburg. Na de napoleontische oorlogen werd Brandenburg, net als de rest van Pruisen, onderdeel van het Duitse Keizerrijk in 1871 tijdens de door Pruisen geleide eenwording van Duitsland.
Tijdens de Gleichschaltung van de provincies door nazi-Duitsland in de jaren 30 verloor de provincie Brandenburg en de rest van de Vrijstaat Pruisen alle belang. Het gebied werd onderdeel van de Gouw "Mark Brandenburg". Tot 1946 was er wel een provincie Brandenburg, waartoe tot 1920 ook de Pruisische hoofdstad Berlijn behoorde.

### Na de opheffing van Pruisen

Wapen van Brandenburg van 1945–52.

De gouw "Mark Brandenburg" werd na het verlies van nazi-Duitsland in de Tweede Wereldoorlog in 1945 vervangen door de “deelstaat” Brandenburg. Brandenburg verloor in 1945 alle gebieden ten oosten van de Oder-Neissegrens, waaronder de regio Neumark. Deze gebieden werden onder Pools bestuur. Nadat de grenzen van Polen bij de Conferentie van Jalta in 1945 erkend werden door de internationale gemeenschap werd het onderdeel van de Volksrepubliek Polen. Het gebied werd afgescheiden van Duitsland en de Duits-sprekende bevolking werd verdreven en vervangen door Polen. Brandenburg ten westen van de Oder-Neisse grens werd onderdeel van de Sovjet-bezettingszone in Duitsland. Na de wettelijke opheffing van Pruisen in 1947 werd binnen de DDR de deelstaat Brandenburg opgericht, die echter in 1952 opging in de districten Cottbus, Frankfurt an der Oder, Neubrandenburg, Potsdam en Schwerin. Berlijn werd opgedeeld in West-Berlijn en Oost-Berlijn. De verdeling van Brandenburg bleef bestaan tot de Duitse Hereniging in 1990 waarbij de DDR-districten werden afgeschaft. Deze werden vervangen door de heropgerichte deelstaat Brandenburg, met Potsdam als hoofdstad.
De 850e verjaardag van de mark Brandenburg werd op 11 juni 2007 officieel gevierd. Het startsein voor het jubileumjaar werd op 23 juni 2006 in de Brandenburger Ritter-Akademie van Brandenburg an der Havel gegeven.

## Heersers
- Zie lijst van heersers van Brandenburg